# Wunderlichgletscher
Der Wunderlichgletscher ist ein Gletscher in den Victory Mountains des ostantarktischen Viktorialands. Er fließt westlich des Hand- und des Behr-Gletschers und mündet mit diesen in den Borchgrevink-Gletscher.
Wissenschaftler der deutschen Expedition GANOVEX III (1982–1983) benannten ihn. Namensgeber ist der deutsche Geologe Hans-Georg Wunderlich (1928–1974), Professor an den Universitäten Göttingen und Stuttgart.